# علم مولدوفا
يتكون علم مولدوفا من ثلاثة ألوان موضوعة بشكل عمودي: أزرق، أصفر، أحمر. نسبة الطول\العرض = 1:2 إن استعمال هذه الألوان يعود من أواسط القرن الثامن عشر. العلم يشابه لحد كبير علم كلا من أندورا ،تشاد ورومانيا لكن نسبة الألوان والتوزيع تختلف من علم لآخر.
بحكم الارتباط التاريخي برومانيا فإن ألوان العلم المولدوفي مبنية على رمزية ألوان علم رومانيا لكن مع إضافة شعار مولدوفا وتغيير نسبة الطول إلى العرض، بشكل عام ترمز الألوان إلى:
- الأزرق للحرية (زرقة السماء)
- الأصفر للعدالة (رمز لأرض المعركة حيث يقاتل الجنود من أجل الحق والعدالة)
- الأحمر للأخوة (أحمر قانئ للدم)